# Jeriquara
Jeriquara é um município brasileiro do estado de São Paulo. Sua população estimada em 2024 era de 3.976 habitantes. 

## Toponímia
Segundo o IBGE, "Jeriquara" significa "refúgio das tartarugas". De acordo com Eduardo de Almeida Navarro, no entanto, se essa de fato tiver sido a intenção do nomeador da cidade, então a composição está incorreta; a forma mais adequada seria "Jeriquaquara" ou "Juruquaquara" (de îurukûá, "tartaruga marinha", e kûara, "buraco", "refúgio"). Para além de o primeiro elemento da composição estar inesperadamente reduzido, o município de Jeriquara se localiza no interior, onde não existem tartarugas marítimas; nesse sentido, Navarro sugere que o nome possa provir de îurikûara, nome de erva usada para curar úlceras venéreas malignas.

## História

### Formação territorial-administrativa
Histórico da formação do município:
- Antigo povoado de São Sebastião da Ponte Nova.
- Freguesia criada no município de Franca pela Lei nº 30, de 10/03/1885.
- Distrito criado pela Lei nº 408, de 08/07/1896.
- Distrito reconduzido à categoria de povoado, incorporado ao município de Franca, pela Lei nº 1.218, de 24/11/1910.
- Distrito criado com a denominação de Ponte Nova, no município de Franca, pela Lei nº 1.652, de 08/10/1919.
- Denominação alterada para Jeriquara pela Lei nº 2.148, de 26/11/1926.
- Município criado pela Lei nº 8.092, de 28/12/1964.

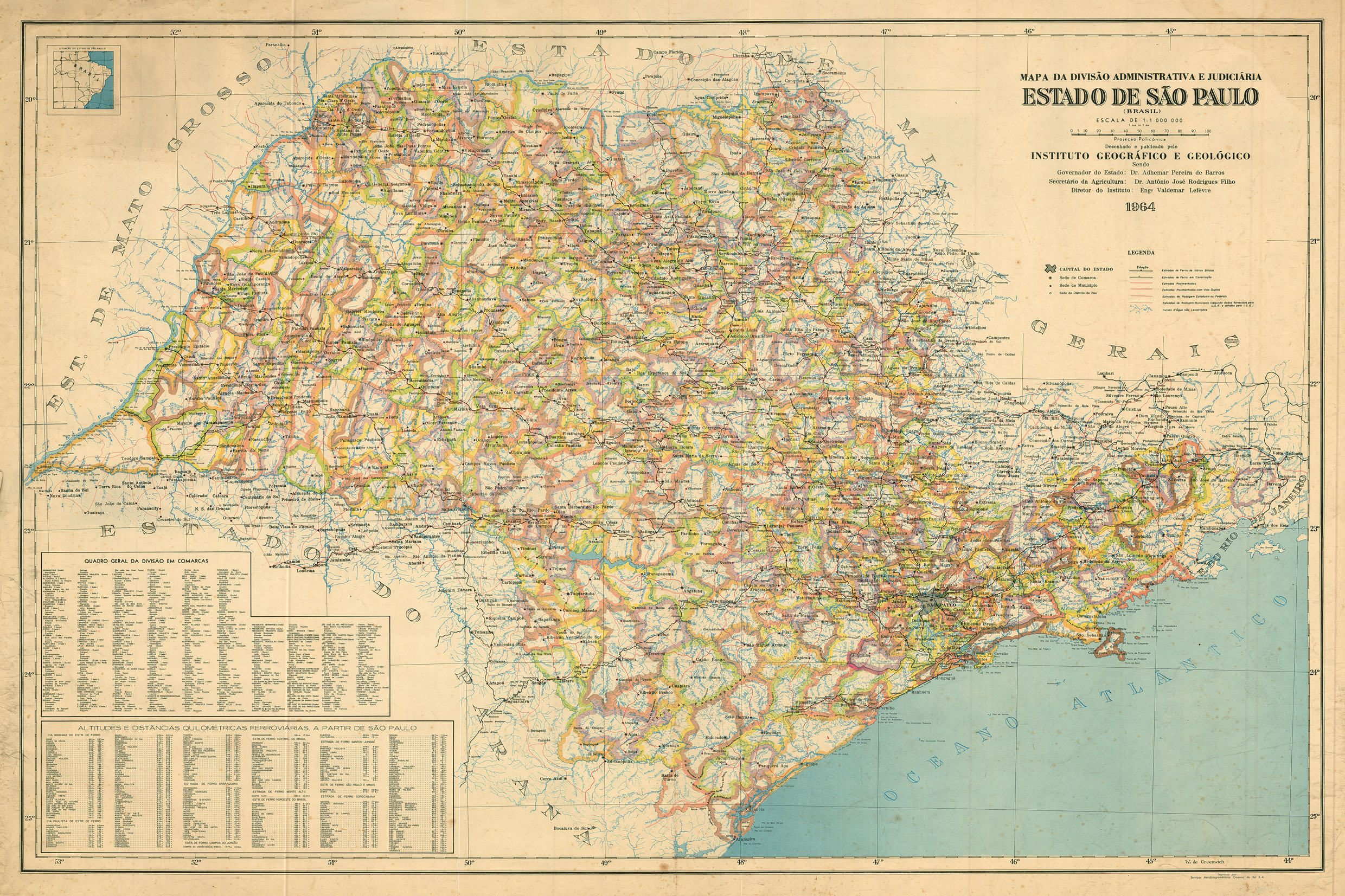
Estado de São Paulo (1964).

## Geografia
Localiza-se a uma latitude 20º18'40" sul e a uma longitude 47º35'21" oeste, estando a uma altitude de 860 metros. Possui uma área de 141,0 km².

### Hidrografia
- Rio do Carmo
- Ribeirão Ponte Nova

### Rodovias
- SP-334

## Demografia

### População
| Crescimento populacional                             | Crescimento populacional | Crescimento populacional | Crescimento populacional |
| Ano                                                  | População Total          |                          | %±                       |
| ---------------------------------------------------- | ------------------------ | ------------------------ | ------------------------ |
| 1970                                                 | 1 709                    |                          | —                        |
| 1980                                                 | 2 564                    |                          | 50,0%                    |
| 1991                                                 | 3 249                    |                          | 26,7%                    |
| 2000                                                 | 3 280                    |                          | 1,0%                     |
| 2010                                                 | 3 160                    |                          | −3,7%                    |
| 2022                                                 | 3 863                    |                          | 22,2%                    |
| Est. 2024                                            | 3 976                    | [ 8 ]                    | 2,9%                     |
| Fontes: Censos Demográficos IBGE e Estimativas SEADE |                          |                          |                          |

### Dados demográficos
Dados do Censo - 2010
População total: 4.873
- Urbana: 2.510
- Rural: 830
- Homens: 2.363
- Mulheres: 2.610

Densidade demográfica (hab./km²): 23,26
Mortalidade infantil até 1 ano (por mil): 17,51
Expectativa de vida (anos): 70,36
Taxa de fecundidade (filhos por mulher): 3,40
Taxa de alfabetização: 85,83%
Índice de Desenvolvimento Humano (IDH-M): 0,748
- IDH-M Renda: 0,665
- IDH-M Longevidade: 0,756
- IDH-M Educação: 0,824

(Fonte: IPEADATA)

## Infraestrutura

### Comunicações
O sistema de telefones automáticos foi inaugurado na cidade em 1976 pela Telecomunicações de São Paulo (TELESP), que também implantou o sistema de discagem direta à distância (DDD) em 1985 com o código de área (016), para padronização com o sistema telefônico das regiões de Ribeirão Preto e Franca. Anteriormente a cidade era atendida pela Companhia Telefônica Brasileira (CTB).

## Religião
O Cristianismo se faz presente na cidade da seguinte forma:

### Igreja Católica
| Diocese           | Paróquia      |
| ----------------- | ------------- |
| Diocese de Franca | São Sebastião |

A Paróquia São Sebastião foi criada no ano de 2011.

### Igrejas Evangélicas
Entre as igrejas protestantes históricas, pentecostais e neopentecostais, encontram-se na cidade:
- Assembleia de Deus Ministério do Belém.[19][20]
- Congregação Cristã no Brasil.[21]
- Outras denominações: Igreja Adventista do Sétimo dia, Igreja Universal do Reino de Deus, Igreja do Evangelho Quadrangular, Igreja Pentecostal Deus é Amor, Igreja Fonte da Vida e Igreja Metodista

### Outras religiões
- Salão do Reino das Testemunhas de Jeová.